# Bright, Victoria
Bright är en ort i Australien. Den ligger i kommunen Alpine och delstaten Victoria, omkring 210 kilometer nordost om delstatshuvudstaden Melbourne. Antalet invånare är 2 111.
Runt Bright är det mycket glesbefolkat, med 4 invånare per kvadratkilometer.. Bright är det största samhället i trakten. 
I omgivningarna runt Bright växer i huvudsak städsegrön lövskog. Genomsnittlig årsnederbörd är 1 512 millimeter. Den regnigaste månaden är juli, med i genomsnitt 183 mm nederbörd, och den torraste är januari, med 46 mm nederbörd.